# Tratatul de la Stralsund (1370)

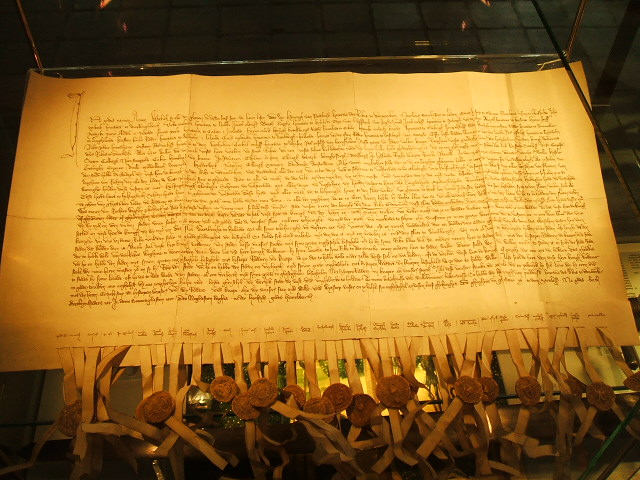
Tratatul de la Stralsund

Tratatul de la Stralsund s-a încheiat între Liga Hanseatică și Regatul Danemarcei pe 24 mai 1370. În urma tratatului, Liga Hanseatică a atins apogeul puterii sale. 

## Istoric
Războiul a început în 1361, când regele danez Valdemar Atterdag a cucerit Scania, Öland și Gotland, inclusiv orașul hanseatic Visby. În 1362, un atac hanseatic a fost respins de către flota daneză la Helsingborg, ceea ce a dus Hansa să accepte un armistițiu care se încheie în nefavorabilul tratat de la Vordingborg, lipsind liga de multe din privilegiile sale. Nedorind să accepte tratatul, Liga Hanseatică, care a fost fondată pentru a fi o ligă comercial, mai degrabă decât o uniune politică, a ridicat o flota în 1367 și au reînnoit alianțele lor cu suedezii.

## Negocierea tratatului
Tratatul a fost negociat pentru Danemarca de către Henning Podebusk și pentru Liga Hanseatică de Jakob Pleskow din Lübeck și Bertram Wulflam din Stralsund. În tratat, libertatea orașului Visby a fost restabilită. În plus, Danemarca a trebuit să asigure Ligii Hanseatice un comerț liber în întreaga Marea Baltică. Acest lucru a dat Ligii Hanseatice un monopol asupra comerțului cu pește de Marea Baltică. Liga a câștigat, de asemenea, dreptul de veto împotriva candidaților tron daneze.